# Ligne Jungang
La ligne Jungang (en coréen : 중앙선) est une ligne de chemin de fer de Corée du Sud, reliant Cheongnyangni (Séoul) à Gyeongju, du nord au sud. En 2014, elle est, en partie, intégrée dans la nouvelle ligne Gyeongui-Jungang du réseau du métro de Séoul.

## Histoire
Après sa création, la ligne Jungang est officiellement mise en service, dans sa totalité, le 1er avril 1942. Litérallement son nom veut dire « central », ce qui caractérise sa situation dans le pays.
L'exploitant Korail réduit les temps de trajets des parcours en mettant en service une « nouvelle flotte de trains KTX » le 5 janvier 2021.
Elle devient, en partie, une section de la ligne Gyeongui-Jungang, le 27 décembre 2014, lors de l'ouverture de cette nouvelle ligne créée notamment par la fusion d'ancienne lignes dont la ligne Jungang.

## Infrastructure

### Gares, haltes et arrête
- Gare de Jipyeong